# Systema Solar

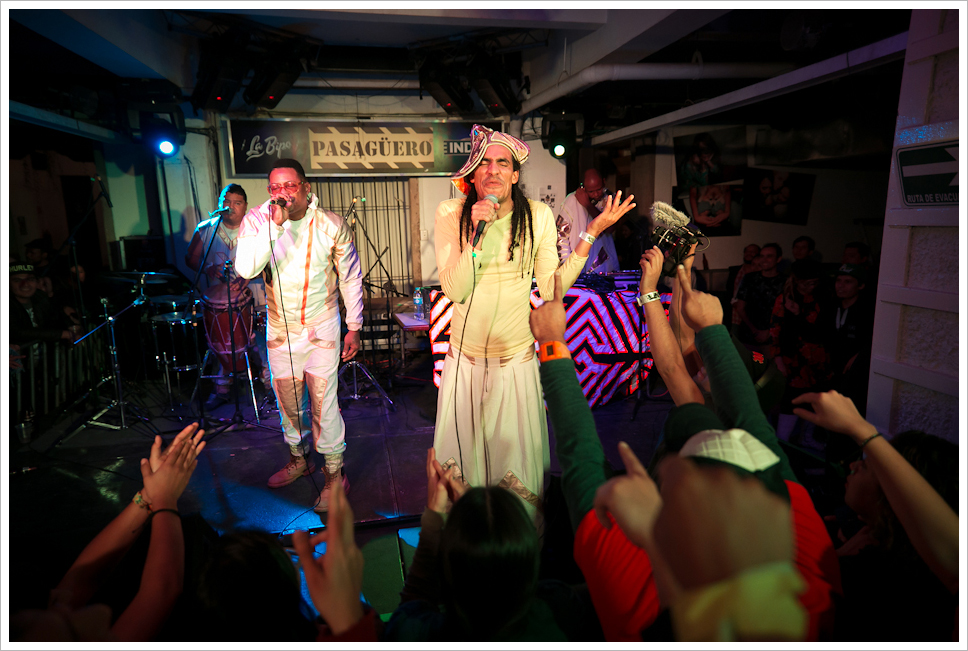
Systema Solar (2014)

Systema Solar ist ein 2006 gegründetes audio-visuelles Kollektiv aus Kolumbien. Das "Y" in Systema, statt eines im Spanisch korrekten "I", soll humorvoll die südamerikanische Herkunft betonen, indem das "Y" von dem Wort "Yuca" abgeleitet wird, was eine Wurzelknolle bezeichnet, die aus Südamerika stammt und in Kolumbien gern verzehrt wird.

## Musikstil und Vision
Systema Solar mischt traditionelle kolumbianische afro-karibische Rhythmen wie Cumbia, Fandango, Champeta und Bullerengue mit moderner elektronischer Tanzmusik wie Hip-Hop, Techno, Breakbeats und Scratching. Die Musiker nennen ihren besonderen Musikstil selber „Berbenautika“, ein Wortspiel aus „verbena“ und „astronauta“. Mit „Verbena“ ist jedoch nicht die gleichnamige Pflanzenart gemeint, sondern die traditionellen kolumbianischen Volksfeste mit Musik und Tanz. Durch diese inspiriert reist die 7-köpfige Crew mit elektronischen Klanginstrumenten durch ihre audiovisuellen Shows und erzeugt die ausgelassene und fröhliche Atmosphäre, in der Kolumbianer die Freude am Leben zelebrieren. Ihre Themen und Texte sind sozialkritisch und behandeln den Alltag der Menschen in Kolumbien und die Auswirkungen des durch die wirtschaftliche Globalisierung fortschreitenden Werteimperialismus der westlichen Welt. Systema Solar versteht sich als Botschafter einer lebhaften, vielfältigen und modernen kolumbianischen Kultur, die sie in ihren Live-Shows und Videos der Welt präsentieren, um positiv und aktiv einen interkulturellen Austausch zu fördern.

## Geschichte
Seit ihrem Debüt 2007 in Kolumbien auf der Biennale zeitgenössischer Kunst in Medellin (MDE07) sind Systema Solar mit ihrem Live-Programm auf internationalen Musikfestivals wie South by Southwest in Texas, dem Glastonbury Festival in England, dem Roskilde-Festival in Dänemark,  Couleur Café in Belgien, Fusion in Deutschland und  Cabaret Sauvage in Frankreich unterwegs.
Ihr erstes Album mit dem Titel "Systema Solar" erschien 2009 und wurde  von der kolumbianischen Musikzeitschrift  „Shock“ zu den 10 besten Alben des Landes gewählt. 2013 folgte „La Revancha del Burro“ und 2016 „Rumbo a Tierra“, welches 2016 von Shock zum besten Independent-Album gekürt wurde.
Darüber hinaus wurden ihre Lieder für Werbekampagnen des  Discovery Channel Kolumbien und für das Videospiel FIFA 17 genutzt. Den Song „Quien es el patrón?“ hat Oliver Stone in seinem Film „Savages“ verwendet. 2014 erschienen die gemeinsam mit Debbie Harry alias Blondie produzierten Songs „Sugar on the Side“ und „Artificial“.

## Diskografie
- Systema Solar (Chusma, 2010; re-released on Nacional, 2016)
- La Revancha Del Burro (Sambumbia, 2013)
- Rumbo A Tierra (Nacional, 2017)
- Futurx Primitivx 20|25 (2025)